# Thecidea acuminata
Espèce
Thecidea acuminata est une espèce éteinte de brachiopodes de la famille des Thecideidae. 

## Publication originale
- Dollfus & Dautzenberg, P., 1888 : « Description de coquilles nouvelles des Faluns de Tourraine ». Journal de Conchyliologie, vol. 36, p. 243-269